# Perché le ragazze amano i marinai
Perché le ragazze amano i marinai (Why Girls Love Sailors) è un film del 1927 diretto da Fred Guiol. È un cortometraggio con protagonisti Stan Laurel e Oliver Hardy prima che diventassero il duo comico Stanlio e Ollio. Fu girato nel febbraio 1927 e distribuito il 17 luglio 1927 dalla Pathé Exchange.
Dopo la sua uscita il film fu considerato perduto per quasi cinquant'anni. Nel 1971 la Cinémathèque française ne ritrovò una stampa in 16 mm, che il critico cinematografico francese Roland Lacourbe definì mediocre. Il film fu rimesso in circolazione nel 1985 grazie agli sforzi di un collezionista privato di Copenaghen. Glenn Mitchell, autore del libro The Laurel & Hardy Encyclopedia, scrisse che il corto "è uno dei tanti casi in cui lo status di un film 'perduto' è stato ridotto dalla sua riscoperta".

## Trama

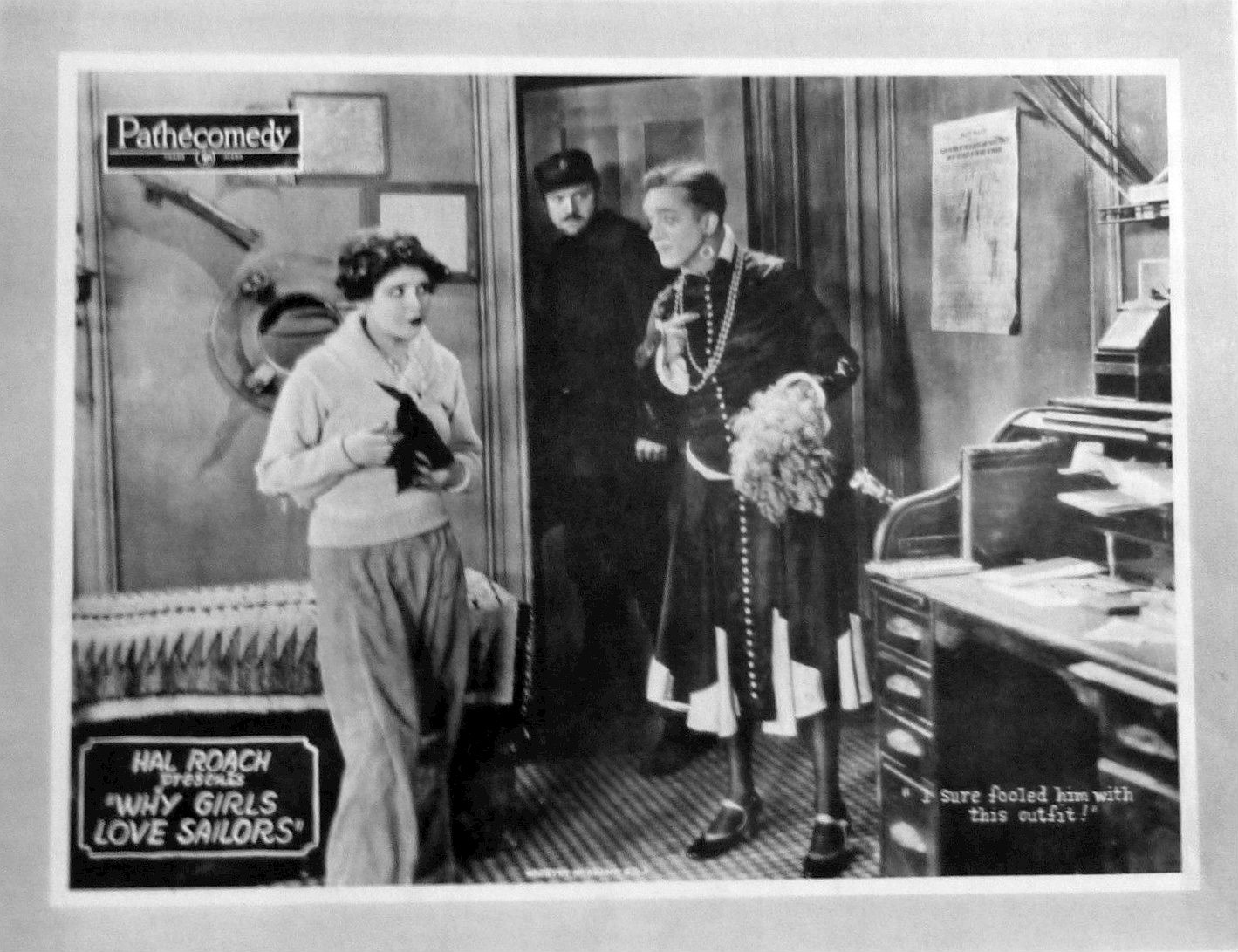
Fotobusta originale

A Sugar Bay ha attraccato la nave Merry Maiden con il suo equipaggio.  Il primo ufficiale e il capitano tengono i marinai in un pugno di ferro, quando non sono troppo impegnati a litigare tra di loro. Nel frattempo, in una casa nei pressi del porto, Willie Brisling sta corteggiando la sua innamorata Nelly. Willie le regala una collana e poi le dà un bacio sulla guancia e, subito dopo, si emoziona così tanto che inizia a rotolarsi sul letto abbracciando il cuscino. Non sa che il capitano della Merry Maiden sta sbirciando dalla finestra. Subito dopo l'uomo irrompe nell'abitazione cercando di far colpo sulla ragazza che, però, gli dice di essere fidanzata con Willie. Dopo aver messo quest'ultimo fuori combattimento, momentaneamente, con una brocca d'acqua gelata, il capitano afferra Nellie e la porta sulla sua nave, dopo aver malmenato di brutto il povero Willie che aveva cercato di opporsi. La ragazza è rinchiusa in una cabina ma, nel frattempo, il suo fidanzato riesce a salire, non visto, a bordo. Decide, quindi, che la cosa migliore da fare è travestirsi da donna e sbarazzarsi dei marinai uno alla volta. Facendo delle moine attira uno di essi dietro una sovrastruttura della nave e poi lo tramortisce con una botta in testa ben assestata, dopo di che lo trascina alle spalle del primo ufficiale e colpisce, in modo più lieve, anche quest'ultimo, per poi nascondersi. L'ufficiale credendo che il colpevole sia il marinaio, lo prende e lo scaraventa fuori bordo. Ripetendo più volte lo stratagemma, Willie riesce a sbarazzarsi di tutto l'equipaggio tranne il capitano ed il primo ufficiale nei confronti del quale inizia a comportarsi in modo civettuolo, promettendogli di dargli un bacio se chiuderà gli occhi. Riesce, in tal modo, a sfuggirgli ed a correre in soccorso di Nellie che il capitano sta cercando di sedurre con la forza. Wille attira l'attenzione dell'uomo che, ritenendo la finta ragazza una preda più facile della scontrosa Nellie, chiude questa in un armadio e si dedica alla nuova arrivata. Le cose prendono una brutta piega quando sulla nave appare la moglie del capitano e lo sorprende con Willie sulle ginocchia, il quale, allora, racconta alla donna che il capitano gli/le aveva detto di essere "praticamente" single. Furibonda, la moglie punta una pistola contro suo marito e dice a Willie che, dopo, farà lo stesso anche con lui/lei. A questo punto Willie si toglie la parrucca e rivela di essere un uomo e che quanto successo era un test per vedere se la moglie amava davvero suo marito. Mentre i due coniugi si rappacificano, Willie, per portare a termine la sua vendetta, apre la porta dell'armadio facendo uscire Nellie e dicendo alla moglie del capitano che prima c'erano a bordo altre quattro donne. Porge, poi, la pistola alla donna, di nuova furiosa con il marito, ed esce dalla cabina con la fidanzata. Una volta fuori, odono un primo colpo di pistola e subito dopo, la moglie, non soddisfatta di aver sparato al marito, esplode, contro i due fidanzati, un altro colpo che fa volare via parte dei loro indumenti.

## Distribuzione

### Edizione italiana
Il corto fu distribuito in Italia nel luglio 1931 come parte dell'antologia Aiutate la barca!. Fu trasmesso sulle reti Rai negli anni 1980, accompagnato da musiche di Piero Montanari e traduzione delle didascalie da parte di doppiatori (tra cui Enzo Garinei e Giorgio Ariani per i personaggi di Laurel e Hardy). Negli anni 2000 il corto fu invece trasmesso su Rete 4 in versione restaurata con didascalie in italiano (le quali soffrivano di alcuni errori grammaticali).